# Albulina
Albulina är ett släkte av fjärilar som beskrevs av James William Tutt 1909. Albulina ingår i familjen juvelvingar, Lycaenidae.

## Dottertaxa tillAlbulina, i alfabetisk ordning[1][2]
- Albulina asiatica Elwes, 1882
- Albulina ellisoni (Pfeiffer, 1931)
- Albulina major (Evans, 1915)
- Albulina maloyensis (Rühl, 1893)
- Albulina orbitulus (von Prunner, 1798)
  - Albulina orbitulus arcaseia (Fruhstorfer, 1916)
  - Albulina orbitulus armathea (Fruhstorfer, 1916)
  - Albulina orbitulus artenita (Fruhstorfer, 1916)
  - Albulina orbitulus caeca (Courvoisier, 1911)
  - Albulina orbitulus lobbichleri Forster, 1961
  - Albulina orbitulus luxurians (Forster, 1940)
  - Albulina orbitulus pheretimus (Staudinger, 1892)
  - Albulina orbitulus sajana (Rühl, 1895)
  - Albulina orbitulus sikkima (Bath, 1900)
  - Albulina orbitulus tyrone (Forster, 1940)
- Albulina pharis (Fawcett, 1904)
- Albulina pheretinus Staudinger